# Омі-Хачіман

О́мі-Хачіма́н (яп. 近江八幡市, おうみはちまんし, МФА: [oːmʲi hat͡ɕimaɴ ɕi̥]?) — місто в Японії, в префектурі Сіґа. Розташоване в центральній частині префектури, на південно-східному березі озера Біва.   Виникло на основі призамкового містечка самурайського полководця Тойтомі Хідецуґу. В ранньому новому часі стало центром омійських купців. Отримало статус міста 1954 року. Площа становить 177,39 км². Станом на 1 серпня 2011 року населення складало 81 314  осіб, густота населення — 458 осіб/км².  Основою економіки є сільське господарство, рибальство, харчова промисловість, виробництво перлів у прісній воді, комерція, туризм.  В місті розташовані руїни замків Адзуті й Хатіман, синтоїстське святилище Хімуре-Хатіман, буддистський монастир Тьомей, острів Окісіма. 

## Історія
Виникло як містечко біля замку Хатіман в провінції Омі.
21 березня 2010 року поглинуло містечко Адзучі.